# Pterotrichina
Pterotrichina là một chi nhện trong họ Gnaphosidae.